# Campolide
Campolide is een plaats (freguesia) in de Portugese gemeente Lissabon en telt 14.787 inwoners (2021).